# Murang’a SEAL
Der Murang’a Sports Excellence Academy Ltd Football Club, auch bekannt als Murang’a SEAL, ist ein kenianischer Fußballverein mit Sitz in Murang’a. Der Klub spielt aktuell in der ersten Liga, der Kenyan Premier League.

## Geschichte
Der Verein wurde 2016 gegründet. 2019 stieg der Verein erstmals in die zweite kenianische Liga auf. 2023 feierte man die  Vizemeisterschaft der Liga und stieg in die erste Liga auf.

## Erfolge
- Kenianischer Zweitligavizemeister: 2022/23  ▲

## Stadion
Die Mannschaft trägt ihre Heimspiele im St. Sebastian Park in Githuri aus. Das Stadion hat ein Fassungsvermögen von 1000 Personen.